# Feline Follies
Feline Follies is een korte tekenfilm uit 1919 die wordt gezien als het filmdebuut van het personage Felix de Kat. Wie de bedenker van Felix is en wie het auteursrecht toekomt is onderwerp van geschil geweest tussen Pat Sullivan en de hoofdtekenaar Otto Messmer.

## Verhaal
De plot volgt Felix, toen nog bekend als Master Tom, een zwarte kater die verliefd wordt op een witte kat. Uiteindelijk ontdekt hij dat zijn liefde de moeder is van een groot nest kittens, waarna hij tot zelfmoord besluit.

## Productie
In latere interviews beweerde Otto Messmer dat toen Paramount Pictures om de film vroeg, Pat Sullivan niet genoeg tijd had om eraan te werken. Hij zou toen de productie van de film aan Messmer hebben toegewezen, die de hele film in zijn eigen huis zou hebben gemaakt, in plaats van op het studiokantoor.
Dit was niet de eerste tekenfilm van de Pat Sullivan Studio met een zwarte kat als hoofdpersonage; dat was The Tail of Thomas Kat uit 1917, een inmiddels verloren film. De zwarte kat in deze eerdere film heette Thomas Kat. Zwarte katten kwamen ook regelmatig voor in de Charley-tekenfilmreeks, gebaseerd op filmster Charlie Chaplin. Een zwarte kat met een ontwerp identiek aan Felix in Feline Follies verscheen in promotiemateriaal voor de korte tekenfilm How Charlie Captured the Kaiser uit augustus 1918. De kat kreeg een eigen scène in de daaropvolgende korte film Charlie in the Farm uit 1919. Diverse visuele grappen uit deze tekenfilm werden vervolgens hergebruikt in Feline Follies. Dit suggereert dat Felix mogelijk langzaam is geëvolueerd uit deze voorlopers, in plaats van voor het eerst te verschijnen in Feline Follies.